# گالری ملی کانادا
گالری ملی کانادا (فرانسوی: Musée des beaux-arts du Canada‎) که در فرانسه به نام گالری ملی موزهٔ کانادا هم مشهور است، در مرکز اتاوا، انتاریو یکی از اولین گالری‌های هنری در کانادا است، گالری در حال حاضر در ساختمانهای شیشهای و گرانیت در ساسکس درایو با نوشتهٔ ساختمان کانادایی‌ها در پارلمان هیل قرار دارد، این گالری توسط موشه سافدای طراحی و در سال ۱۹۸۸ گشایش شد، مدیر آموزش گالری ژان ساترلند باگز می‌باشد که توسط پی یر ترودو نخست وزیر وقت جهت نظارت بر ساخت و ساز در گالری ملی و موزه انتخاب شد.

## نگارخانه

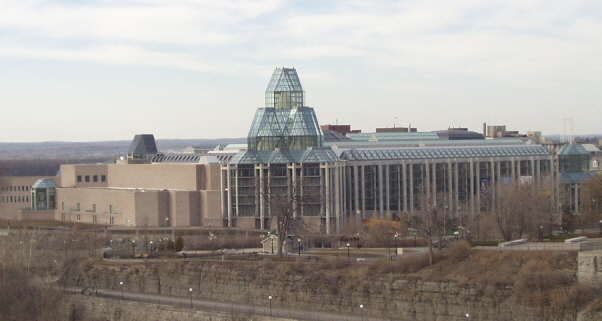
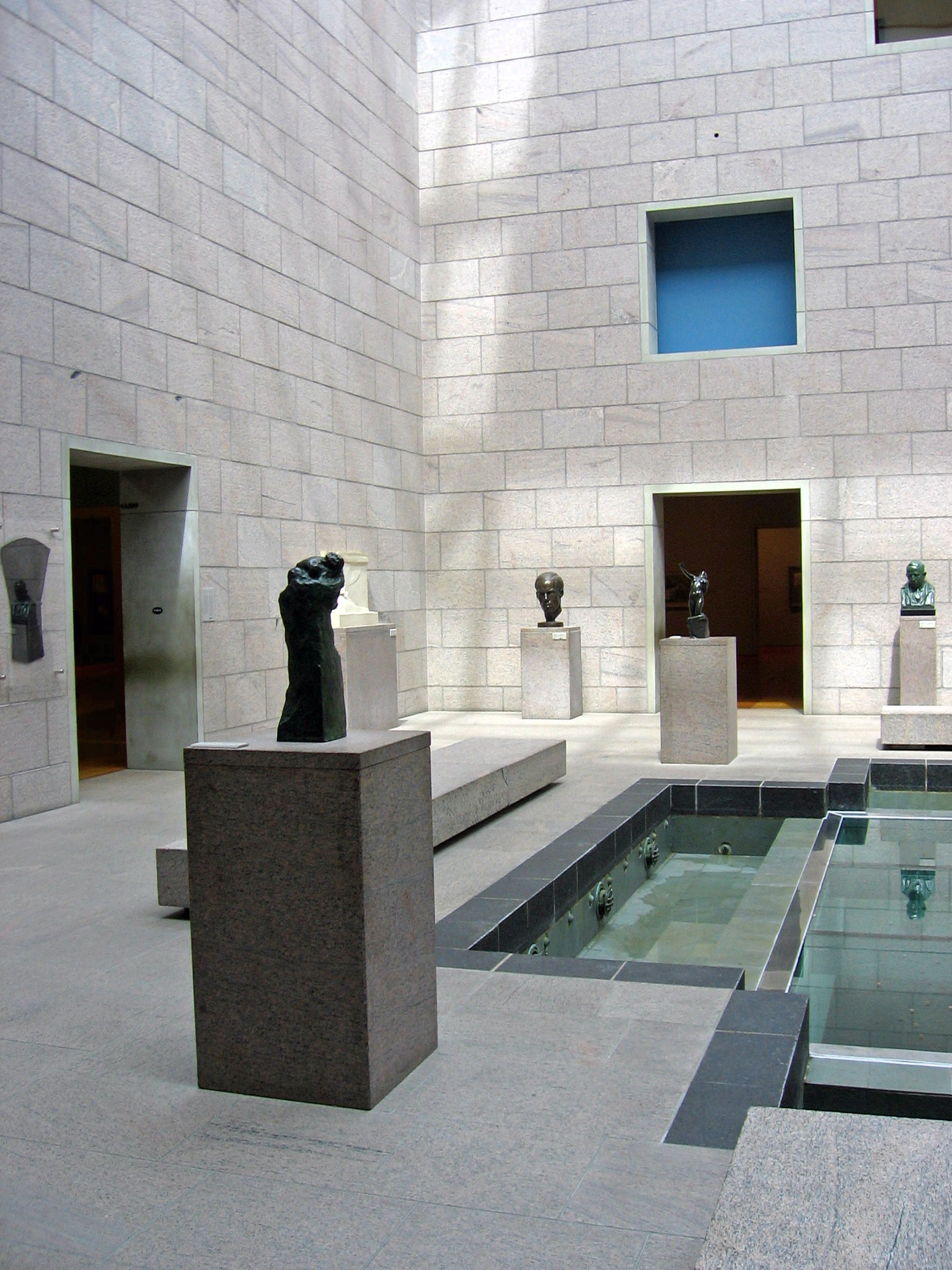
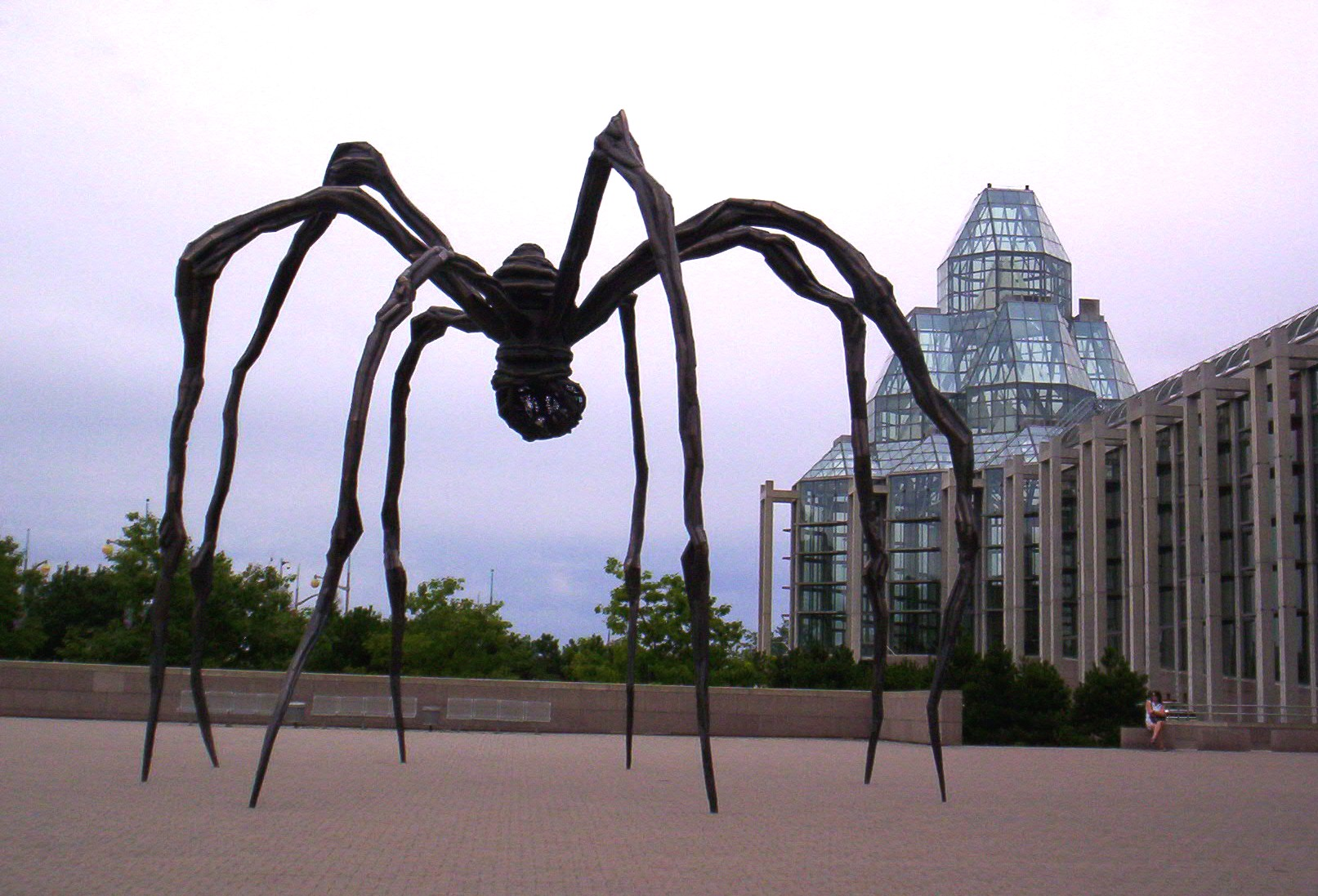
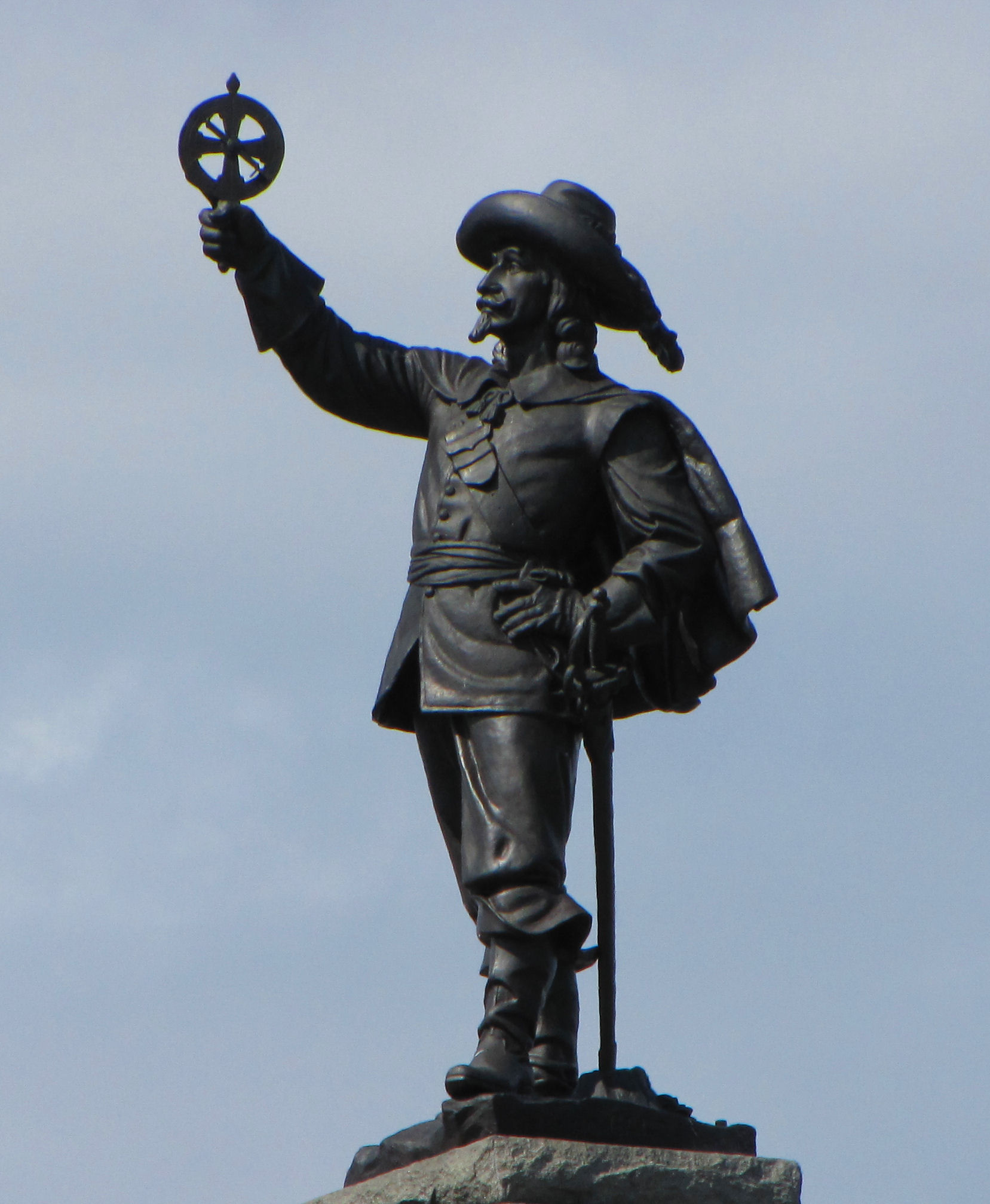
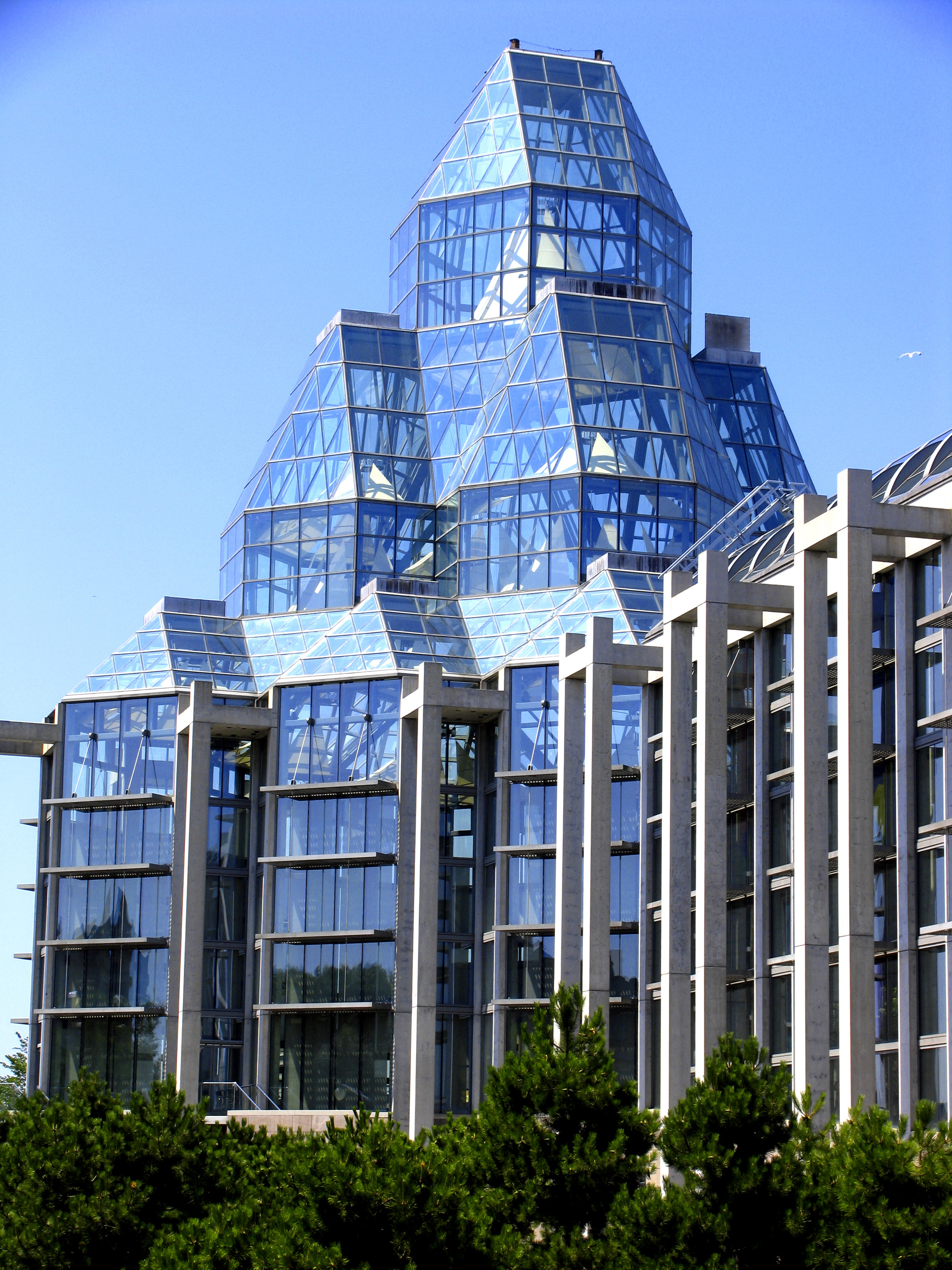